# Kabinett Holland I

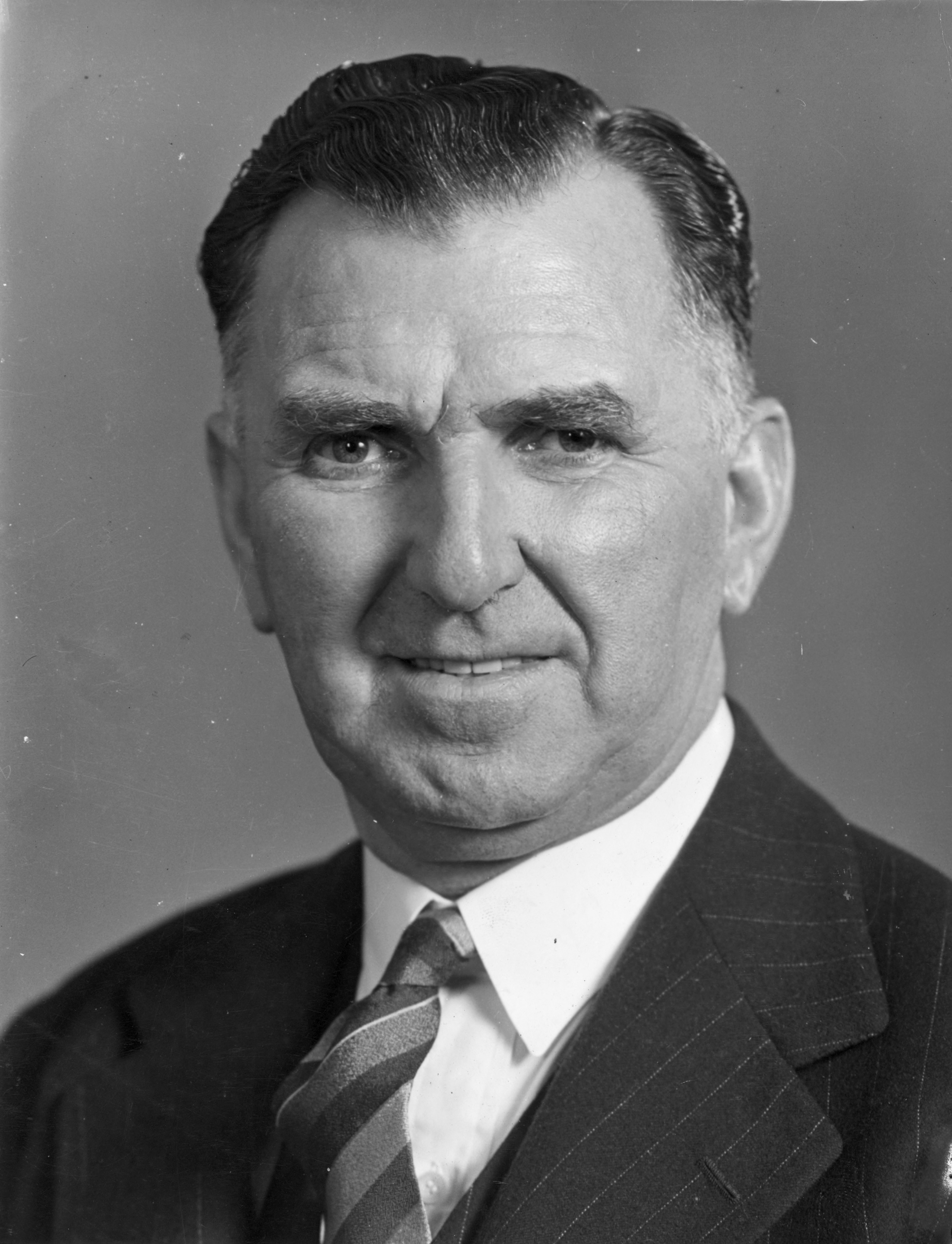
Premierminister Sidney Holland (1953)

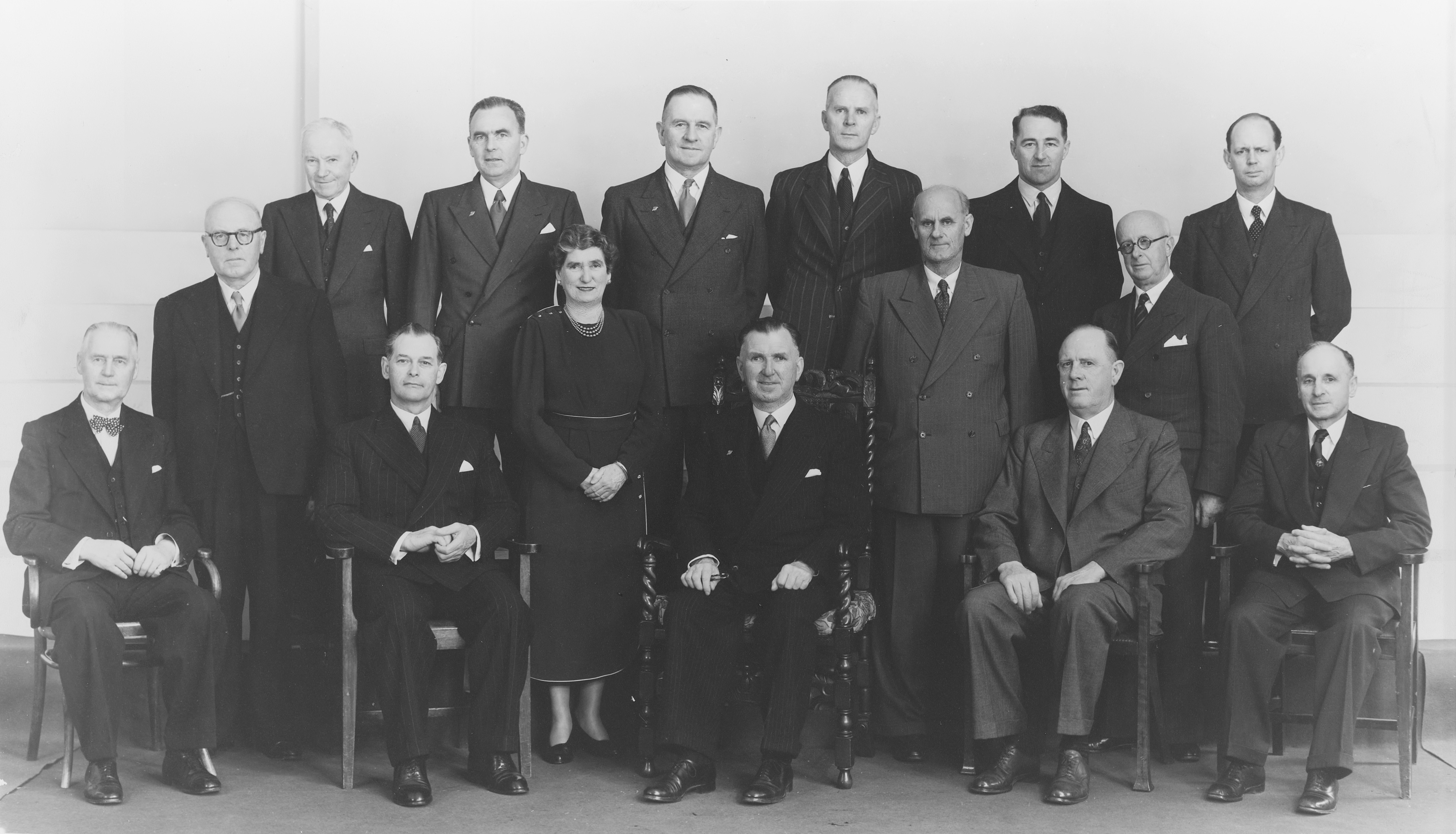
Premierminister Holland (sitzend Mitte) mit seinem Kabinett 1951

Das Kabinett Holland I wurde in Neuseeland am 13. Dezember 1949 durch Premierminister Sidney Holland von der New Zealand National Party gebildet und löste das Kabinett Fraser II ab. Es befand sich bis zum 26. November 1954 im Amt und wurde dann durch das Kabinett Holland II abgelöst.
Die Wahlen am 29./30. November 1946 gewann die New Zealand National Party mit 51,88 und hatte nunmehr mit 46 der 80 Abgeordneten im Repräsentantenhaus erstmals in der Parteigeschichte die Mehrheit, während auf die bisher regierende New Zealand Labour Party Peter Frasers 47,16 Prozent und 34 Sitze entfielen. Bei den Wahlen am 1. September 1951 konnte die National Party ihren Vorsprung weiter ausbauen und erhielt 54 Prozent der Stimmen und 50 Sitze. Auf die Labour Party mit ihrem neuen Spitzenkandidaten Walter Nash entfielen 45,80 Prozent und 30 Mandate. Die Wahlen am 13. November 1954 gewann erneut die National Party mit 44,3 Prozent und 45 Mandaten. Die Labour Party kam zwar auf 44,1 Prozent, stellte aber aufgrund des Wahlsystems nur 35 Abgeordnete. Die Social Credit Party als drittstärkste Kraft konnte trotz ihrer 11,2 Prozent keinen Abgeordneten stellen.

## Minister
Dem Kabinett gehörten folgende Minister an:
| Amt                                                                        | Name                                 | Beginn der Amtszeit                  | Ende der Amtszeit                    |
| -------------------------------------------------------------------------- | ------------------------------------ | ------------------------------------ | ------------------------------------ |
| Premierminister                                                            | Sidney Holland                       | 13. Dezember 1949                    | 26. November 1954                    |
| Finanzminister                                                             | Sidney Holland                       | 13. Dezember 1949                    | 26. November 1954                    |
| Minister für Landwirtschaft und Vermarktung                                | Keith Holyoake                       | 13. Dezember 1949                    | 26. November 1954                    |
| Minister für Arbeit und Beschäftigung                                      | Bill Sullivan                        | 13. Dezember 1949                    | 26. November 1954                    |
| Minister für Bergbau und Einwanderung                                      | Bill Sullivan                        | 13. Dezember 1949                    | 26. November 1954                    |
| Generalstaatsanwalt und Justizminister                                     | Thomas Clifton Webb                  | 13. Dezember 1949                    | 26. November 1954                    |
| Minister für wissenschaftliche und industrielle Forschung                  | Keith Holyoake Ronald Algie          | 13. Dezember 1949 30. September 1951 | 8. Dezember 1950 26. November 1954   |
| Bildungsminister                                                           | Ronald Algie                         | 13. Dezember 1949                    | 26. November 1954                    |
| Minister für den Rundfunk                                                  | Ronald Algie                         | 30. September 1951                   | 26. November 1954                    |
| Innenminister                                                              | William Bodkin                       | 13. Dezember 1949                    | 26. November 1954                    |
| Minister für Zölle und Stempelsteuern                                      | Charles Bowden                       | 13. Dezember 1949                    | 26. November 1954                    |
| Minister für Handel und Industrie                                          | Charles Bowden Jack Thomas Watts     | 13. Dezember 1949 8. Dezember 1950   | 8. Dezember 1950 26. November 1954   |
| Versorgungsminister                                                        | Charles Bowden Jack Thomas Watts     | 13. Dezember 1949 30. September 1951 | 30. September 1951 26. November 1954 |
| Generalpostmeister und Minister für Telegrafie                             | Walter Broadfoot                     | 13. Dezember 1949                    | 26. November 1954                    |
| Minister für Ländereien und Forsten und Minister für Māori-Angelegenheiten | Ernest Corbett                       | 13. Dezember 1949                    | 26. November 1954                    |
| Außenminister und Minister für Inselterritorien                            | Frederick Doidge Thomas Clifton Webb | 13. Dezember 1949 19. September 1951 | 31. August 1951 26. November 1954    |
| Minister für öffentliche Arbeiten und Transport                            | William Goosman                      | 13. Dezember 1949                    | 26. November 1954                    |
| Minister für Eisenbahnen und Marine                                        | William Goosman John McAlpine        | 13. Dezember 1949 7. Februar 1954    | 7. Februar 1954 26. November 1954    |
| Minister für Verteidigung und Rehabilitation                               | Thomas Macdonald                     | 13. Dezember 1949                    | 26. November 1954                    |
| Gesundheitsminister                                                        | Jack Thomas Watts Jack Marshall      | 13. Dezember 1949 19. September 1951 | 19. September 1951 26. November 1954 |
| Minister für soziale Sicherheit                                            | Jack Thomas Watts William Bodkin     | 13. Dezember 1949 8. Dezember 1950   | 8. Dezember 1950 26. November 1954   |
| Zivilluftfahrtminister                                                     | William Goosman Thomas Macdonald     | 13. Dezember 1949 8. Dezember 1950   | 8. Dezember 1950 26. November 1954   |
| Wohnungsbauminister                                                        | William Goosman Bill Sullivan        | 13. Dezember 1949 1951               | 1951 26. November 1954               |
| Ministerin ohne Geschäftsbereich                                           | Hilda Ross                           | 13. Dezember 1949                    | 26. November 1954                    |
| Minister ohne Geschäftsbereich                                             | Jack Marshall                        | 13. Dezember 1949                    | 30. September 1951                   |
| Minister ohne Geschäftsbereich                                             | Wilfred Fortune                      | 13. Dezember 1949                    | 26. November 1954                    |